# Araripesaurus
Genre
Araripesaurus est un genre fossile de ptérosaures de la famille des Pterodactyloidea, et qui vivait dans les environs de la formation Santana au Brésil. Il vivait à l'époque du Crétacé inférieur. 

## Description
Le genre a été nommé en 1971 par le paléontologue brésilien Llewellyn Ivor Price. L'espèce-type est Araripesaurus castilhoi. Le nom du genre fait référence au plateau de Araripe (en). Le nom spécifique honore le collectionneur Moacir Marques de Castilho, qui en 1966 a fait don du nodule de craie contenant le fossile. L'holotype, DNPM (DGM 529-R), se compose d'une aile partielle, y compris des fragments distales du radius et du cubitus, carpiens et tous les métacarpiens. Son envergure a été estimée à 2,2 mètres. Deux autres échantillons, attribués par Price à ce genre, sont connus. Il s'agit de fragments d'aile dont la taille est supérieure d'un tiers par rapport à l'holotype .
Price plaça Araripesaurus dans le groupe des Ornithocheiridae. Araripesaurus a été le premier ptérosaure connu de la formation Santana. Plus tard, d'autres espèces ont été nommées à partir de restes plus complets et cela a soulevé la question de savoir si elles pourraient être identiques à Araripesaurus. 
En 1991, le chercheur Alexander Kellner a conclu qu’Araripesaurus était identique à Santanadactylus et qu'en raison d'un manque de traits distinctifs, il ne pouvait être plus généralement classé comme Pterodactyloide. En 2000, Kellner a réévalué le genre et a conclu que, précisément à cause d'un tel manque de autapomorphies (caractères uniques), il ne pouvait pas être confondu avec Santanadactylus et a donné sa position après une analyse cladistique aussi près de Anhanguera, plus dérivé que Istiodactylus. Kellner a également indiqué qu'Araripesaurus ressemblait à Anhanguera piscator dans la morphologie, quoique considérablement plus petite.
En 1985, Peter Wellnhofer a nommé une deuxième espèce, Araripesaurus santanae ; celle-ci et deux autres espèces non nommées d'Araripesaurus indiqué par Wellhöfer, étaient en 1990 classées par Kellner sous le genre Anhanguera sous le taxon Anhanguera santanae.

## Liste d'espèces
Selon BioLib (29 juillet 2019) :
- Araripesaurus castilhoi Price, 1971 †
- Araripesaurus dehmi Wellnhofer, 1977 †

## Famille
Selon Paleobiology Database en 2025, la famille des Ornithocheiridae a cinq genres non inclus dans les deux sous-familles Ornithocheirinae et Pteranodontinae vides :
- † Aetodactylus Myers, 2010
- † Araripesaurus Price, 1971
- † Arthurdactylus Frey & Martill, 1994
- † Barbosania Elgin & Frey, 2011
- † Caulkicephalus Steel et al., 2005[2]